# Proteobiotyk
Proteobiotyki – naturalne metabolity produkowane w procesie fermentacji z udziałem specyficznych rodzajów probiotyków. Te małe oligopeptydy zostały początkowo odkryte i wyizolowane z medium użytego do wzrostu bakterii probiotycznych i mogą odpowiadać za część zdrowotnych właściwości probiotyków. Powodują one zmniejszenie wirulencji niektórych bakterii.
Proteobiotyki produkują m.in.: Lactococcus spp., Pediococcus spp., Lactobacillus spp. i Bifidobacterium spp.
Niedawne badania wykazały sposób działania proteobiotyków oraz potencjalne korzyści w stosunku bakterii symbiotycznych do innych i funkcjonowaniu jelit, jednakże żadne z wniosków popartych badaniami nie zostały zweryfikowane przez amerykańskie Food and Drug Administration.

## Zasada działania
W przeciwieństwie do innych związków wytwarzanych przez bakterie probiotyczne (np. kwasy organiczne), proteobiotyki są ich naturalnymi metabolitami, oddziałującymi na quorum sensing (komunikację między komórkami bakterii). Quorum-system pozwalają bakteriom odpowiadać na zmiany w środowisku i umożliwiają patogenom ominąć mechanizmy obrony gospodarza. Proteobiotyki ingerują w quorum i hamują kaskadę procesów prowadzących do adhezji i inwazji komórek gospodarza. Jest to osiągane przez zredukowaną ekspresję specyficznych genów wirulencji, które ułatwiają proces infekcji. Przykładowo, mogą powodować inhibicję genów wirulencji zaangażowanych w produkcję toksyn, formowanie biofilmu, adhezję i inwazję.